# ملعب خوسيه ماريا مينييا
ملعب خوزيه ماريا مينيلا من كبرى ملاعب مدينة مار ديل بلاتا في الأرجنتين بني خصيصا لاستضافة بعض مباريات كأس العالم لكرة القدم 1978، أقيمت عليه مباراة الأفتتاح في تلك البطولة بين منتخب إيطاليا لكرة القدم ومنتخب فرنسا لكرة القدم، يستعمل الملعب في الوقت الحاضر بصورة ثانوية ومن قبل أندية الدرجة الثانية.